# Колцун, Екатерина Васильевна
Екатерина Васильевна Колцун (24 апреля 1930, село Павлово Ярославского уезда, теперь Польша — ?)  — украинская советская деятельница, новатор сельскохозяйственного производства, доярка колхоза имени Жданова Теребовлянского района Тернопольской области. Герой Социалистического Труда (26.02.1958). Депутат Верховного Совета УССР 6-го созыва.

## Биография
Родилась в бедной крестьянской семье. В 1945 году вместе с семьей переселена из Польши в село Подгайчики Теребовлянского района Тернопольской области.
С 1947 года — работница, звеньевая, пташниця совхоза «Подгайчики» села Подгайчики Теребовлянского района Тернопольской области. С 1951 года — доярка, заведующая фермой колхоза имени Жданова села Подгайчики Теребовлянского района Тернопольской области.
Закончила заочно Теребовлянскую среднюю школу и Бучацкий сельскохозяйственный техникум Тернопольской области.
Член КПСС с 1955 года.
Избиралась председателем исполнительного комитета Подгайчицкого сельского совета депутатов трудящихся Теребовлянского района Тернопольской области.
Потом — на пенсии в селе Подгайчики Теребовлянского района Тернопольской области.

## Награды
- Герой Социалистического Труда (26.02.1958)
- орден Ленина (26.02.1958)
- орден Октябрьской Революции
- орден «Знак Почета»
- медаль «За трудовую доблесть»
- золотые, серебряные и бронзовые медали Всесоюзной выставки достижений народного хозяйства СССР